# Carsten Jonas

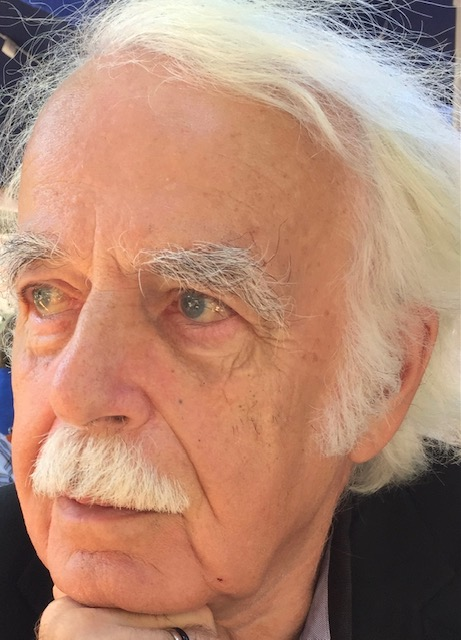
Carsten Jonas (2024)

Carsten Jonas (* 26. Dezember 1941 in Hannover) ist ein deutscher Architekt und Stadtplaner.

## Leben
Jonas studierte von 1963 bis 1970 an der Technischen Hochschule Darmstadt u. a. bei Max Guther, Rolf Romero, Hans Gerhard Evers und Manfred Teschner und ist Mitglied der Vereinigung für Stadt-, Regional- und Landesplanung (SRL).
Von 1971 bis 1974 arbeitete Jonas als Wissenschaftlicher Mitarbeiter im „Stab für kommunale Gesamtentwicklung“ des Darmstädter Oberbürgermeisters Heinz W. Sabais; von 1975 bis 1976 absolvierte er im Land Hessen ein Referendariat in der Fachrichtung Städtebau und schloss dies mit dem Zweiten Staatsexamen ab.
Von 1977 bis 1985 war Jonas Leiter des Planungsamtes und stellvertretender Baureferent der Stadt Bamberg und von 1986 bis 1991 Leiter des Baureferates (Baureferent) der Stadt Bamberg.
Von 1992 bis 2006 lehrte Jonas – berufen für die Fächer „Grundlagen des Städtebaus“ und „(Stadt)Baugeschichte“ – als Professor am Fachbereich Architektur der Fachhochschule Erfurt. Seit seiner Emeritierung betätigt er sich als freiberuflicher Stadtplaner, Vortragsredner und Autor.

## Veröffentlichungen (Auswahl)
- Die Stadt und ihr Grundriss – Zu Form und Geschichte der deutschen Stadt nach Entfestigung und Eisenbahnanschluss – 419 Seiten, 358 s/w-Abbildungen; Wasmuth, Tübingen 2009.
- Die Stadt und ihre Geschichte – Utopien und Modelle und was aus ihnen wurde – 452 Seiten, 450 s/w-Abbildungen; Wasmuth, Tübingen 2015.
- Stadtplanerische und städtebauliche Leitbilder seit der Mitte des 19. Jahrhunderts – 327 Seiten, 56 s/w-Abbildungen; Wasmuth, Tübingen 2016.
- Zur Entwicklung der deutschen Stadt vom Reichsdeputationshauptschluss (1803) bis zum Ende des 20 Jahrhunderts – 244 Seiten, 244 farbige und s/w-Abbildungen; Wasmuth & Zohlen, Tübingen 2021.
- Eigentum an Grund und Boden – ein Thema ohne Ende – 162 Seiten, 90 farbige Abbildungen; Selbstverlag, 2022.